# لوبلوکو
لوبلوکو (به لاتین: Lublewko) یک روستا در لهستان است که در گمینا خوچوو واقع شده‌است. لوبلوکو ۱۷۵ نفر جمعیت دارد.